# Niccolò Roccatagliata

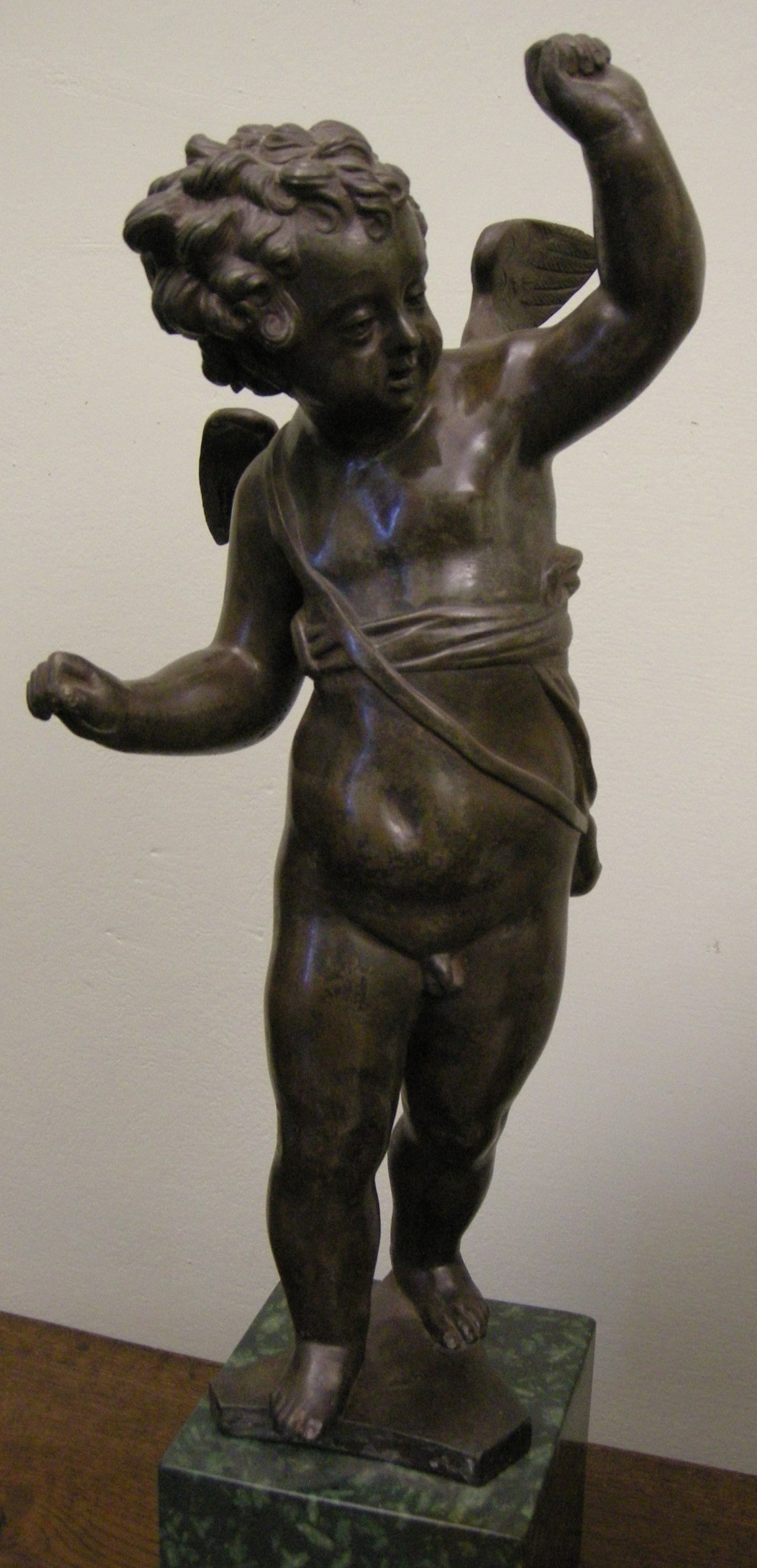
Cupido, Casa museo Rodolfo Siviero, Florens

Niccolo Roccatagliata, död efter 1636 i Genua, var en italiensk skulptör.
Roccatagliata skall i Genua ha varit elev i familjen Groppos verkstad och av Cesare Groppo före 1593 tagits med till verkstaden vid San Giorgio Maggiore i Venedig för att utföra ett par praktkandelabrar i brons. Han blev sedan kvar i Venedig större del av sitt liv och fick även flera offentliga uppdrag i staden. Hans sensuella, lekfullt graciösa konst sm var en vidareutvecklning av Andrea Brioscos stil kom med tiden att bli stilbildande i Venedig. Särskilt hans skulpturer av puttis blev populära.